# Université internationale de Salem
L'Université Internationale de Salem (en anglais : Salem International University ou SIU) est une université privée située à Salem dans l'État de Virginie-Occidentale aux États-Unis.

## Historique
L'institution a été fondée en décembre 1888 par les Églises baptistes du Septième Jour sous le nom de Salem College. Elle prend son nom actuel en l'an 2000.

## Source
- (en) Cet article est partiellement ou en totalité issu de l’article de Wikipédia en anglais intitulé « Salem International University » (voir la liste des auteurs).